# Гажелен, Франсуа Изидор
 Франсуа́ Изидо́р Гажеле́н  (фр. François-Isidore Gagelin; 10 мая 1799, Монперрё — 17 октября 1833, Хюэ, Хюэ) — святой Римско-Католической Церкви, миссионер, священник, член католической миссионерской организации «Парижское Общество Заграничных Миссий».

## Биография
Франсуа Изидор Гажелен родился 10 мая 1799 года в департаменте Ду, Франция . В 1820 году, будучи священником, вступил в Парижское Общество Заграничных Миссий, после чего прибыл во Вьетнам в 1821 году.
В 1825 году вьетнамский император Минь Манг запретил католическое вероисповедание на том основании, что католики якобы развращают вьетнамцев. В 1826 году Франсуа Изидор Гажелен был арестован и через некоторое время освобождён. В 1833 году Минь Манг издал более жёсткий указ, запрещающий деятельность миссионеров и исповедание католической веры вьетнамцами. Миссионеры и верующие должны были жить в подполье и скрывать свою веру. Католические храмы были разрушены, католики подвергались гонениям.
В августе 1833 года Франсуа Изидор Гажелен был арестован и казнён через удушение 17 октября 1833 года.

## Прославление
27 мая 1900 года беатифицирован папой Львом XIII. 19 июня 1988 года причислен к лику святых в составе группы 117 вьетнамских мучеников папой Иоанном Павлом II.

## Источник
- The Cambridge History of Christianity, p. 519
- Cyclopaedia of Biblical, Theological, and Ecclesiastical Literature By John McClintock, James Strong, p. 87